# Гражданская война в Уругвае
Гражданская война в Уругвае, называемая в уругвайской истории Великой войной (исп. Guerra Grande), — ряд вооруженных столкновений, которые происходили между партией Колорадо и Национальной партией с 1839 по 1851 годах. Обе партии получали иностранную поддержку как от соседних стран, таких как Бразильская империя и Аргентинская конфедерация, так и от Великобритании и Франции. Также в войне участвовал Итальянский легион, состоявший из добровольцев, среди которых присутствовал и Джузеппе Гарибальди. Впоследствии девятилетняя Великая осада Монтевидео занимала умы многих европейских писателей (например, Александра Дюма, который написал роман «Монтевидео, или новая Троя»).

## Предпосылки
Политическая жизнь в Уругвае в 30-е годы XIX века была поделена между двумя партиями — консерваторами Бланкос («белые») и либералами Колорадос (букв. «цветные», обычно переводится как «красные»). Колорадос, чьим лидером был Фруктуосо Ривера, представляли деловые круги Монтевидео. Бланкос возглавлялась Мануэлем Орибе, который защищал интересы сельских землевладельцев и выступал за протекционизм. Названия обеих партий произошли от цветов носимых ими наручных повязок. Изначально Колорадос носили синие повязки, но когда они выцвели, их заменили на красные.

## Начало войны

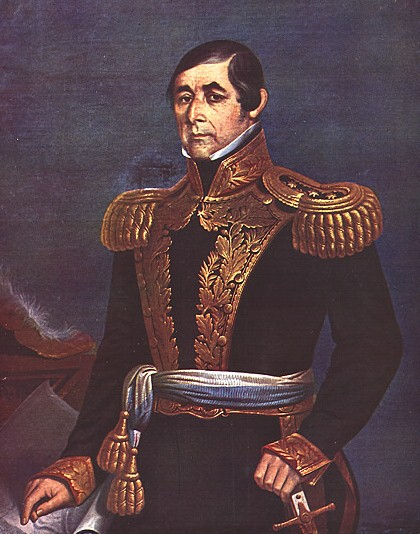
Президент Уругвая Фруктуосо Ривера

В 1838 году Франция установила морскую блокаду Буэнос-Айреса, оказывая поддержку своим союзникам — конфедерации Перу и Боливии — которые воевали с Аргентиной и Чили. Так как Франция не могла перебросить наземные войска, она попросила союзников вести сражение с Хуаном Мануэлем де Росасом от её имени. С этой целью они помогли Фруктуосо Ривере свергнуть уругвайского президента Мануэля Орибе, который имел хорошие отношения с Росасом. В октябре 1838 года Ривера взял власть, а Орибе сослали в Буэнос-Айрес. Росас не признал Риверу в качестве законного президента и попытался восстановить власть Орибе. Ривера и Хуан Лавалье подготовили войска для нападения на Буэнос-Айрес. В конфликт вмешались Британия и Франция, и он стал международной войной.
6 декабря 1842 года «Бланкос», под предводительством Мануэля Орибе, и «Колорадос», под предводительством Фруктуоса Риверы, сразились при Арройо Гранде. Войска Риверы потерпели сокрушительное поражение, и Орибе начал осаду Монтевидео.

## Великая осада Монтевидео
Когда уругвайская армия была разбита в битве при Арройо-Гранде, то предполагалось, что столица страны, Монтевидео, будет захвачена объединёнными силами губернатора Буэнос-Айреса Хуана Мануэля де Росаса, и бывшего уругвайского президента Мануэля Орибе. Тем не менее колорадос удалось удержать Монтевидео и его осада, которую вёл Орибе, продлилась девять лет. Во время Великой осады в Уругвае одновременно действовало два правительства: Правительство обороны под руководством Хоакина Суареса, правившее в Монтевидео, и Серритское правительство во главе с Мануэлем Орибе, управлявшее остальной страной.
Оборону города в основном вели освобождённые рабы, сформировавшие пятитысячный контингент, и иностранные добровольцы-политэмигранты. В итоге Великобритания спасла город, дав ему возможность получать снабжение. Сначала в декабре 1845 года британские и французские военно-морские силы временно заблокировали порт Буэнос-Айреса. Затем французский и британский флоты защищали Монтевидео с моря. Французские, испанские и итальянские легионеры, под предводительством Джузеппе Гарибальди, объединились с силами Колорадос для ведения обороны города. Историки полагают, что Франция и Великобритания вмешались для того, чтобы обеспечить свободную навигацию по рекам Парана и Уругвай. Однако в 1850 году французы и британцы вывели свои войска после подписания соглашения, которое стало триумфом для Хуана Мануэля де Росаса и его Федеральной партии Аргентины.
После ухода британцев и французов казалось, что Монтевидео неминуемо будет захвачен Росасом и бывшим президентом Орибе. Однако в этот момент в Аргентине началось восстание против Росаса, организованное коллегой по партии, губернатором аргентинской провинции Энтре-Риос, Хусто Хосе де Уркисой с помощью небольшого уругвайского войска, что коренным образом изменило ситуацию. Так как Уркиса осознавал слабость своего провинциального ополчения по сравнению с армией Буэнос-Айреса, он решил сражаться в союзе со всеми противника Росаса и в 1851 году вторгся в Уругвай. Тем самым небольшая армия Орибе оказалась между молотом и наковальней: с запада на него наступали силы Уркисы, с востока ему грозили силы Монтевидео.
Мануэль Орибе приказал своим войскам остановить Уркису, но его армия отказались сражаться против сил противника, обладавшего подавляющим превосходством. После этого у Орибе не осталось иного выхода, как капитулировать. По условиям капитуляции победители сохранили Орибе жизнь, но он был должен отказаться от всякой политической деятельности и уйти в свое поместье, где он оставался до конца жизни. Аргентинские солдаты армии Орибе были включены в состав частей Уркисы, а уругвайские в армию Монтевидео. В результате Колорадос получили полный контроль над страной. После этого, в мае 1851 года, поддерживая Колорадос финансово и с помощью морских сил, Бразилия вторглась в Уругвай. Это привело к войне Бразилии в союзе с аргентинскими повстанцами против Росаса в августе 1851 года. В феврале 1852 года, проиграв в сражении при Касеросе, Росас бежал из Аргентины и силы Уркисы, поддерживавшие Колорадос, сняли осаду Монтевидео.

## Последствия войны
Правительство Монтевидео отплатило Бразилии за её финансовую и военную поддержку подписанием в 1851 году пяти соглашений, согласно которым между двумя странами устанавливался вечный союз. Уругвайское правительство подтвердило право Бразилии на вмешательство во внутренние дела Уругвая.
Бразилия потребовала выслать из Уругвая беглых рабов и преступников. Во время войны обе партии — Бланкос и Колорадос — отменили рабство в Уругвае, чтобы мобилизовать бывших рабов в свои войска.
В договорах также предусматривалась совместная навигация по реке Уругвай и её притокам, и беспошлинный экспорт мяса. Из-за войны животноводство в Уругвае было практически уничтожено. В договорах также признавался долг Уругвая перед Бразилией за помощь против Бланкос, и обязательство Бразилии предоставить дополнительный заём.
Уругвай отказался от территориальных притязаний к северу от реки Куараи, из-за чего его территория уменьшилась на 176 тысяч км². Также им признавалось исключительное право Бразилии на навигацию по Лагоа-Мирин и реке Жагуаран, которые являлись естественными границами между двумя государствами.

## Дальнейшие конфликты
Обе партии устали от царившего хаоса и в то же время были не в состоянии одержать окончательную победу над своим противником. Осознав это, в 1870 году они пришли к соглашению о сферах влияния: Колорадос должны были контролировать Монтевидео и прибережные районы, а Бланкос — внутренние земли, на которых располагались сельскохозяйственные районы. Кроме того, Бланкос получили полмиллиона долларов в качестве компенсации за потерю их позиции в Монтевидео. Но потребность уругвайцев в едином сильном правительстве оставалась, поэтому политическая вражда в стране продолжилась. Она достигла своего пика во время Революции пик(Revolución de las Lanzas) (1870—1872) и восстания Апарисио Саравии.

## В массовой культуре
Французский писатель Александр Дюма назвал осаду Монтевидео новой Троянской войной. Это сравнение он сделал в своем романе «Монтевидео, или новая Троя».